# Andreaea opaca
Andreaea opaca là một loài rêu trong họ Andreaeaceae. Loài này được Cardot ex G. Roth mô tả khoa học đầu tiên năm 1911.